# USS Maryland (BB-46)
«Мэриленд» (англ. USS Maryland BB-46) также известный как «Old Mary» — линейный корабль США. Второй корабль типа «Колорадо» или типа «Мэриленд» — ставших последними супердредноутами ВМС США, построенными в ходе Первой мировой войны до заключения Вашингтонского морского договора (1922). Стал вторым линкором ВМС США в качестве главного калибра которого использовали 406 мм морские орудия 16"/45 Mark 1.
«Мэриленд» был третьим кораблем ВМС США, который был назван в честь одноимённого штата. Линкор был введен в эксплуатацию в 1921 году. В качестве флагмана ВМС США совершил поход в Австралию, Новую Зеландию и Бразилию.
«Мэриленд» прославился во время службы в период Второй мировой войны. Линкор находился в Перл-Харборе во время японского нападения, и был слегка поврежден в результате бомбардировки. Вернувшись к боевой службе в 1942 г., «Мэриленд», поддерживал флот огнём в битве за Мидуэй, а затем патрулировал Фиджи, охраняя побережье от японского вторжения. Далее он участвовал в наступлении ВМС США на Тихом океане. Начиная с бомбардировок береговых укреплений в битве за Тараву и позднее в битве за Кваджалейн. В Битва за Сайпан в линкор попала торпеда, это потребовало ремонта и переоборудования. Затем «Мэриленд» принял участие в сражении в заливе Лейте, где в корабль попал «камикадзе». В корабль попал ещё один «камикадзе» во время битвы за Окинаву, в конце Второй мировой войны линкор был в ремонте.
После участия в операции «волшебный ковёр», он был выведен из эксплуатации в 1947 году и продан на металлолом в 1958 году. Во время службы в период Второй мировой войны линкор получил семь боевых звезд.

## История службы
7 боевых звёзд.